# 焦躁 來襲
「焦躁 來襲」（ジリリ キテル）是日本的女子偶像組合Berryz工房的第10張单曲。2006年3月29日由PICCOLO TOWN发售。

## 概要
- 此單曲只有「CD ONLY」1個版本。
- 在4月10日於公信榜單曲週排行榜取得第6位，是Berryz工房當時銷量排名最高的單曲。

## 收錄内容

### CD
1. 焦躁 來襲
（作詞・作曲：淳君 編曲：湯浅公一）
2. 圖書館待機（図書室待機）
（作詞・作曲：淳君 編曲：AKIRA）
3. 焦躁 來襲（Instrumental）